# Kognitiva störningar
Kognitiva störningar är tillstånd som innebär nedsättningar i hjärnans kognitiva funktioner, såsom minne, tänkande, problemlösning och språk. De kan uppkomma till följd av sjukdomar, hjärnskador, genetiska faktorer eller substansmissbruk. Vanliga orsaker är neurologiska sjukdomar som Alzheimers sjukdom, traumatiska hjärnskador, stroke och långvarigt missbruk av alkohol eller droger. Exempel på tillstånd som klassificeras som kognitiva störningar är amnesi, demens och delirium. I medicinska sammanhang används ibland begreppet neurokognitiv störning för att beskriva en specifik typ av kognitiv försämring, särskilt vid neurologiska sjukdomstillstånd. En kognitiv störning kan också överlappa med kognitiv funktionsnedsättning, som avser bredare och ofta medfödda nedsättningar i kognitiva förmågor. Kognitiva störningar kan påverka individens vardagsliv, arbetsförmåga och sociala funktion, och i vissa fall har de kopplats till en ökad risk för antisocialt eller kriminellt beteende.